# Satch as Such
Satch as Such är ett musikalbum från 2000 med Peter Asplund och hans orkester.
Albumet är en hyllningsskiva till 100-års-jubilaren Louis Armstrong med Armstrongs mest kända låtar modernt nyarrangerade för storband och trumpetsolist. Arrangemangen är skrivna av Mikael Råberg, Helge Albin, Bo Sylvén, Göran Strandberg, Staffan Odenhall, Magnus Lindgren och Magnus Blom.

## Låtlista
1. Satch as Such (Peter Asplund) – 1'58
2. West End Blues (Joe King Oliver/Clarence Williams) – 10'21
3. I'm Confessin' That I Love You (Doc Daugherty/Ellis Reynolds) – 7'13
4. Do You Know What It Means to Miss New Orleans (Eddie DeLange/Louis Alter) – 8'49
5. I Can't Give You Anything But Love (Jimmy McHugh/Dorothy Fields) – 8'42
6. Ain't Misbehavin' (Fats Waller/Harry Brooks/Andy Razaf) – 4'41
7. I Cover the Waterfront (John Green/Edward Heyman) – 9'38
8. When It's Sleepy Time Down South (Clarence Muse/Leon René/Otis René) – 7'19
9. Hello Dolly (Jerry Herman/Michael Stewart) – 7'30
10. What a Wonderful World (Bob Thiele/George David Weiss) – 6'59

## Medverkande
- Peter Asplund, Hans Dyvik, Patrik Skogh, Anders Gustafsson och Fredrik Oscarsson – trumpet
- Mikael Råberg, Dicken Hedrenius, Karin Hammar och Mattis Cederberg – trombon
- Johan Hörlen, Magnus Blom, Per "Texas" Johansson, Karl-Martin Almqvist, Magnus Lindgren och Alberto Pinton – saxofoner
- Jacob Karlzon – piano
- Hans Andersson – bas
- Johan Löfcrantz Ramsay – trummor
- Rigmor Gustafsson och Magnum Coltrane Price – sång

### Fotnoter
1. ↑  ”Svensk mediedatabas”. http://smdb.kb.se/catalog/id/001545766. Läst 19 oktober 2011.